# Вельзер, Маркус
Маркус Вельзер — немецкий гуманист, историк, издатель и бургомистр Аугсбурга с 1611 года до своей смерти.
Представитель патрицианской семьи Вельзеров, Маркус в десятилетнем возрасте был отправлен изучать правоведение в Падую, затем, вероятно, с 1571 года он продолжил своё обучение в Париже, несколько лет в Риме, где был членом академии деи Линчеи, а в возрасте 26 лет он перебрался в Венецию. Там он завершил своё торговое образование, выполнял обязанности консула немецкой торговой компании в Fondaco der Tedeschi и вступил в общение с гуманистическими кругами. В 1583 году Маркус женился на Анне Май (нем. Anna May). После своего возвращения в Аугсбург в 1584 году он исполнял обязанности одного из двух городских попечителей и вместе со своим братом вёл международную торговлю, однако уже через неделю после его смерти началась процедура инзольвенции, так что в качестве причины смерти подозревалось самоубийство.
Обширная литературная и меценатская деятельность сделала Вельзера одной из значительных фигур позднего немецкого гуманизма. Круг его commercium litterarium включал Исаака де Казобона, Галилео Галилея, Иосифа Скалигера, Иоахима Камерария Младшего, Кристофа Шейнера. В 1594 году он издал книгу собственного сочинения по античной истории родного города, а также выступал издателем и инициатором антологий.
Основанное им издательство «Ad insigne pinus» было защищено императорскими привилегиями и выпустило около 90 изданий преимущественно по христианским древностям. Возможно, Вельзер был инициатором градостроительной программы Аугсбурга, которую начиная с конца XVI века реализовывал Элиас Холль.

## Труды
как автор
- Inscriptiones antiquae Augustae Vindelicorum. 1590.
- Rerum Augustanarum Vindelicarum libri VIII. 1594.
- Rerum Boicarum libri V. 1602.

как редактор
- Tabula Peutingeriana[4]. 1598.
- Conversio et passio St. Afrae. 1591.
- Imagines sanctorum Augustanorum Vindelicorum. 1601.
- Uranometria. 1603.
- Briefe von Christoph Scheiner über die Sonnenflecken. 1612 (Псевдоним: «Apelles latens post tabulam»).